# Pablo López (beisbolista)
Pablo José López (Cabimas, Venezuela, 7 de marzo de 1996), más conocido como Pablo López, es un jugador profesional venezolano de béisbol que se desempeña en la posición de lanzador en Minnesota Twins, equipo de las Grandes Ligas de Béisbol (MLB).

## Carrera
López hizo su debut en la MLB con el equipo Miami Marlins, en el cual jugó cinco temporadas (2018-2022), después pasó a Minnesota Twins, donde lleva jugando dos temporadas.